# Tricalysia soyauxii
Tricalysia soyauxii är en måreväxtart som beskrevs av Karl Moritz Schumann. Tricalysia soyauxii ingår i släktet Tricalysia och familjen måreväxter. Inga underarter finns listade i Catalogue of Life.